# Maxillaria woytkowskii
Maxillaria woytkowskii là một loài thực vật có hoa trong họ Lan. Loài này được C.Schweinf. mô tả khoa học đầu tiên năm 1952.